# Veliki Bastaji
Veliki Bastaji falu Horvátországban Belovár-Bilogora megyében. Közigazgatásilag Đulovachoz tartozik.

## Fekvése
Belovártól légvonalban 46, közúton 54 km-re délkeletre, Daruvár központjától légvonalban 9, közúton 12 km-re északkeletre, községközpontjától légvonalban 8, közúton 9 km-re nyugatra, Nyugat-Szlavóniában, a Papuk-hegység nyugati lejtőin, a Krivaja és Cjepelaka-patakok közén fekszik.

## Története
Határában a falutól délre állt a középkorban Szaplonca vára. A vár a 14. század elején a Szaplonczay család őseié, a Tibold nembeli Kozma fia Zerjéé, majd rokonaié, akiktől 1332-ben a király elvette. 1351-ben Nagy Lajos Poháros Péternek adta. 1408-ban újra a koronára szállt, ezután Cillei Borbála királynéé, majd a Garaiaké. Kihalásuk után az alsólendvai Bánffy család birtokába került az erősség.1542-ben foglalták el a várat és a környéket a törökök, akik egy kifejezetten gonosz török agát helyeztek el a várban. A törökök tevékenysége miatt a környék lakossága eltűnt. Ezért a törökök Boszniából pravoszláv vlachokat (rácokat) hurcoltak ide. A vár török helyőrsége 40 katonából állt. A török hódítókat 1688-ban űzték ki a környékről. Ezután a várat többé nem használták, egy 1702-es összeírás szerint már teljesen elromosodott, a falai csupaszok, a nagy torony tetőzet nélküli.
A vár közelében a középkorban két település is állt: Felső- és Alsó-Szaplonca. Mindkettőt a török pusztította el 1542-ben. Alsó-Szaplonca középkori plébániáját 1334-ben említik először a Zágrábi egyházmegye tizedjegyzékében „Item beate virgmis de Soploncha” alakban. Ezután még 1441-ben, 1446-ban és 1495-ben is szerepel oklevelekben. A plébánia kegyura 1439-ben Gara László volt, aki által odahelyezett István nevű plebánost János kaproncai vikárius nem volt hajlandó megerősíteni tisztségében. Ezért a plébános a Szentszékhez fordult. 1501-ben még megemlítik Alsószaplonca plébánosát és káplánját is („Dominus plebanus de inferiori Soploncza. Habet I capellamum. Stephanus capellanus de eadem”).
Felső-Szaplonca Szent Mihály plébániáját ugyancsak 1334-ben említi a tizedjegyzék „Item sancti Mychaelis de eadem” néven. Ez a plébánia 1367-ben, 1491-ben, 1495-ben, 1507-ben, 1513-ban, 1517-ben is szerepel oklevelekben. 1501-ben plébánosát és káplánját is említik („Simon alter capellanus de superiori Soploncza. Donrinicus plebanus de superiori Soploncza”). Felső-Szaplonca jelentős város (oppidum) és uradalmi központ volt vásártartási joggal.
A térség a 17. század végén szabadult fel a török uralom alól. A kihalt területre a parlagon heverő földek megművelése és a határvédelem céljából a 18. század első felében Bosznia területéről telepítettek be új, szerb anyanyelvű lakosságot. Az első katonai felmérés térképén „Dorf Bastaja” néven találjuk. Lipszky János 1808-ban Budán kiadott repertóriumában „Basztazy Gornyi vel. Veliki” néven szerepel. Nagy Lajos 1829-ben kiadott művében „Basztazi Gorni v. Veliki” néven 68 házzal és 399 ortodox vallású lakossal találjuk.
1857-ben 486, 1910-ben 1.217 lakosa volt. 1910-ben a népszámlálás adatai szerint lakosságának 64%-a szerb, 15%-a magyar, 11%-a német, 5%-a horvát anyanyelvű volt. A Magyar Királyságon belül Horvát–Szlavónország részeként, Pozsega vármegye Daruvári járásának része volt. Az első világháború után 1918-ban az új szerb-horvát-szlovén állam, majd később (1929-ben) Jugoszlávia része lett. 1941 és 1945 között a németbarát Független Horvát Államhoz, háború után a település a szocialista Jugoszláviához tartozott. A település 1991-től a független Horvátország része. 1991-ben lakosságának 79%-a szerb, 11%-a horvát nemzetiségű volt. A délszláv háború során kezdettől fogva szerb ellenőrzés alatt állt, 1991. november 14-én az Otkos-10 hadművelet során foglalták el a horvát Nemzeti Gárda alakulatai. 2011-ben 502 lakosa volt.

## Lakossága
| Lakosság változása | Lakosság változása | Lakosság változása | Lakosság változása | Lakosság változása | Lakosság változása | Lakosság változása | Lakosság változása | Lakosság változása | Lakosság változása | Lakosság változása | Lakosság változása | Lakosság változása | Lakosság változása | Lakosság változása | Lakosság változása |
| ------------------ | ------------------ | ------------------ | ------------------ | ------------------ | ------------------ | ------------------ | ------------------ | ------------------ | ------------------ | ------------------ | ------------------ | ------------------ | ------------------ | ------------------ | ------------------ |
| 1857               | 1869               | 1880               | 1890               | 1900               | 1910               | 1921               | 1931               | 1948               | 1953               | 1961               | 1971               | 1981               | 1991               | 2001               | 2011               |
| 486                | 574                | 579                | 920                | 1.087              | 1.217              | 1.168              | 1.245              | 704                | 765                | 704                | 663                | 530                | 424                | 538                | 502                |

## Nevezetességei
- Határában, a településtől délre egy észak-dél irányú, kiugró hegyormon állnak Szaplonca (Stupčanica) várának romjai.[7] A várat délről, a magasabban fekvő környezetétől egy széles és mély várárok választotta el. Az árok védelmét az északi oldalán felépített védőfallal erősítették meg. A déli oldalon állt a vár legrégibb és legerősebb épülete a máig tekintélyes magasságban fennmaradt öregtorony is. A mögötte kialakított platón állt a várpalota és a vár gazdasági épületei. A várat északról két torony és a köztük húzódó fal védte. Az öregtorony és a déli fal ma is tekintélyes magasságban állnak, a vár többi részén csak falcsonkok maradtak.

- Szent György tiszteletére szentelt temploma[8] egyhajós, későbarokk boltíves épület, keskeny, lekerekített szentélyével, a nyugati homlokzat előtt álló harangtornyával. A templomot a 18. században építették. Nyeregtetős épület, melyet bádogtető borít, míg a harangtornyot hagyma alakú toronysisak fedi. Belül értékes berendezés található, amelyek közül kiemelkedik Mojsije Subotić 1785-ből származó rokokó motívumokkal díszített ikonosztáza.
- A falutól délre a „Cijepci” nevű lelőhelyen[9] próba régészeti feltárásokat végeztek, amelyekből kiderült, hogy egy ősi épületegyüttes, valószínűleg egy villa rustica maradványai találhatók itt. A helyszínen nagy mennyiségű építőanyagot, virágdíszekkel festett vakolatot és mozaikdarabokat találtak. A leleteket az 1. és a 4. század közötti időszakra datálták.